# Semitò
Un semitò, o mig to, és un interval musical. És l'interval més petit utilitzat en la música occidental, i es considera el més dissonant. La forma gràfica amb què es representa habitualment és l'interval de segona menor, indicant dues notes successives (per exemple, mi-fa, o si-do) i utilitza dos noms de notes adjacents (per ex., sol i la bemoll). Però també s'utilitza de vegades l'uníson augmentat, que és el cas de dues notes que tenen el mateix nom, però una d'aquestes està alterada (per ex., do-do#).

## Tipus de semitò
En el temperament igual, tots els semitons entre les dotze notes són iguals. Qualsevol interval es pot definir en termes d'un nombre determinat de semitons (per ex., una octava té 12 semitons). En altres sistemes d'afinació, el terme semitò es refereix a un conjunt d'intervals que poden variar tant en mida com en nom. Cadascú té la seva pròpia funció, la seva pròpia naturalesa i la seva pròpia extensió.
Sovint es fa una distinció entre:
- Semitò diatònic (escrit com una segona menor). Està situat entre dues notes de noms diferents. Apareixen sense cap alteració en l'escala diatònica, entre les notes mi-fa, i entre les notes si-do. En alguns sistemes d'afinació, el semitò diatònic és més petit que el semitò cromàtic.
- Semitò cromàtic (com un uníson augmentat). Està situat entre dues notes amb el mateix nom, una de les quals està alterada per una diesi o un bemoll, com per exemple, do-do#. Aquesta nota alterada divideix cada possible to de l'escala diatònica en dos semitons, un de diatònic i un de cromàtic. El semitò cromàtic correspon, doncs, a la diferència entre el to i el semitò diatònic. El semitò cromàtic té una funció expressiva i en alguns sistemes d'afinació és més gran que el semitò diatònic.

L'escala cromàtica està composta únicament per semitons. Conté set semitons diatònics i cinc semitons cromàtics. El sistema del temperament igual ha permès simplificar l'escala cromàtica igualant els seus dotze semitons i, així, el semitò diatònic i el semitò cromàtic són de la mateixa mida. Tanmateix, la seva grafia difereix, i es procurarà no confondre do-reb i do-do#. En aquest temperament, reb i do# són notes enharmòniques, ja que tenen dos noms diferents, però amb la mateixa freqüència en la majoria dels instruments actuals.

## Història
El semitò apareix en la teoria de la música de l'antiga Grècia com una part d'un tetracord diatònic i, des de llavors, ha format part de l'escala diatònica de la música occidental. Les diverses escales modals de la música medieval estaven basades en aquest patró diatònic de tons i semitons.
Durant el Renaixement, l'estructura harmònica es consolida, així com les diverses funcions musicals del semitò. Més tard, l'adopció dels temperaments i l'ús més freqüent d'equivalències enharmòniques facilitaven la seva incorporació a la música del moment. Aquest ús del semitò es mantingué durant el classicisme i el romanticisme, utilitzant-se cada cop més a mesura que en el període romàntic el llenguatge tonal es tornava més cromàtic, tot i que la funció musical del semitò continuava sent la mateixa.
Al segle xx, compositors com Arnold Schönberg, Béla Bartók, i Ígor Stravinski buscaven alternatives o ampliacions de les possibilitats de l'harmonia tonal, i trobaren altres usos per al semitò. Sovint, el semitò s'ha usat harmònicament com una dissonància sense cap resolució. Alguns compositors l'han fet servir fins i tot en grups de semitons harmònics com a font de cacofonia com, per exemple, el compositor nord-americà Henry Cowell en les primeres obres per a piano. Actualment, l'ús instrumental del semitò no és gens problemàtic per a l'artista; el compositor és lliure per a escriure semitons on desitgi.